# SOUND EVOLUTION presents THE BEST DJ MIXES
SOUND EVOLUTION presents THE BEST DJ MIXES es el segundo álbum de remezclas (cuarto en total) del soundtrack de la serie de TV Clueless. Fue lanzado el 23 de febrero de 2013 por Sony Music Entertainment y el 27 de febrero de 2013 fue lanzada una versión especial non-stop por Evolution Works
El álbum contiene remixes recopilados de los anteriores álbumes de remezclas The ClueMixess (2011). Las canciones fueron remasterizadas y remezcladas por diversos productores y DJ's de gran fama internacional como Adam Marano, KCP, Michael Mind Project, Deadmau5 y Stonebridge. Los remixes aparecen en forma de ediciones de radio y algunos en sus versiones originales, y la edición especial es mezclada por DJ Laxxell en formato de non-stop (Sin cortes entre pistas).

## Historia
Este álbum salió como un producto coleccionable para los fanáticos de la serie de televisión y tuvo éxito gracias a algunos remixes de productores de gran aceptación como: Deadmau5, Michael Mind Project, el grupo de eurobeat japonés KCP, Stonebridge y Shawn Crahan de Slikpnot.
Deadmau5 y Michael Mind Project tuvieron el mayor éxito dentro del álbum con los remixes de Weird Science de Oingo Boingo y Tubthumping de Chumbawamba respectivamente. En el remix de Michael Mind Project de Tubthumping se utiliza un sampleo de la canción Baker Street del mismo grupo.
Un remix extendido con el nombre de Sharing Clueless Vocal Mix de «Naked Eye» interpretada por Luscious Jackson fue añadido al álbum como un track especial.
The Drummers, Carl Segal, Jody Den Broeder, Technova, Danny Saber y Stonebridge son algunos de los productores cuyos remixes ya fueron lanzados oficialmente en años muy anteriores a este álbum. Se eligieron sus tracks debido al gran éxito y alcance internacional y mundial que tenían o que tuvieron en sus respectivos lanzamientos.
SOUND EVOLUTION presents THE BEST DJ MIXES incluye 17 remixes en total con una diversidad de géneros de toda la música electrónica de baile, y se incluyen diversas ediciones de radio de 3 a 4 minutos y ediciones originales completas de 6 a 7 minutos tanto en la edición normal como en la edición especial mezclada por el DJ y remezclador DJ Laxxell (creador de Evolution Works) en formato non-stop junto con la asesoría de Pionner DJ.

## Canciones

### Edición normal
| N.º | Título                                                                   | Escritor(es)                                        | Intérprete original / Productor(es)                                                          | Duración |  |
| 1.  | «Trouble» (DJ Rave Marvo Remix)                                          | Carrie Askew, Conall Fitzpatrick, Jacqui Blake      | Shampoo (Remix por Adam Marano)                                                              | 4:49     |  |
| 2.  | «I Melt With You» (Carl's Stop The Radio Mix)                            | Modern English                                      | Modern English (Remix por Carl Segal, DJ John Culture, Teclados adicionales por Eric Kupper) | 5:00     |  |
| 3.  | «Relax» (Jody Den Broeder Remix Radio Edit)                              | Peter Gill, Holly Johnson, Brian Nash, Mark O'Toole | Frankie Goes to Hollywood (Remix por Jody den Broeder)                                       | 3:46     |  |
| 4.  | «Don't Stand So Close to Me» (Don't Extended Close To Me -Short Version) | Sting                                               | Dance Floor Virus                                                                            | 3:57     |  |
| 5.  | «Walking in L.A.» (Technova's Electro Mix)                               | Terry Bozzio                                        | Missing Persons (Remix por David Harrow de Technova)                                         | 4:15     |  |
| 6.  | «Stupid Girl» (Danny Saber Remix)                                        | Garbage, Joe Strummer, Mick Jones                   | Garbage (Remix por Danny Saber)                                                              | 4:25     |  |
| 7.  | «Weird Science» (Deadmau5 Remix)                                         | Danny Elfman                                        | Oingo Boingo(Remix por Deadmau5)                                                             | 4:59     |  |
| 8.  | «Tubthumping» (Michael Mind Project Remix)                               | Chumbawamba                                         | Chumbawamba (Remix por Francois Sanders y Jens Kindervater de Michael Mind Project)          | 6:20     |  |
| 9.  | «Naked Eye» (Luscious Jackson vs. Clueless / Sharing Clueless Vocal Mix) | Daniel Lanois, Jill Cunniff, Tony Mangurian         | Luscious Jackson, Slick D.                                                                   | 5:29     |  |
| 10. | «Tubthumping» (Dancemania Happy Paradise / KCP Remix Version)            | Chumbawamba                                         | Chumbawamba (Remix por KCP)                                                                  | 3:21     |  |
| 11. | «Wouldn't It Be Nice» (Janet-Destroy Free Remix)                         | Brian Wilson, Tony Asher, Mike Love                 | The Beach Boys (Remix por Janet Roseberg de Hardcore Nation)                                 | 4:37     |  |
| 12. | «When the Lights Go Out» (BuZZ-Boi vs. The Drummers Edit)                | Carter, Harrell, Nash, Stewart                      | Five, BuZZ-Boi (Remix por The Drummers)                                                      | 3:39     |  |
| 13. | «Tearin' Up My Heart» (Phat Swede Dub/Vocal Mix)                         | Max Martin, Kristian Lundin                         | 'N Sync (Remix por Stonebridge)                                                              | 6:19     |  |
| 14. | «Under Pressure» (Stanhope Warriors Remix)                               | Queen, David Bowie                                  | Queen, David Bowie (Remix por Dejaru)                                                        | 4:19     |  |
| 15. | «Shake The Disease» (Shawn "Clown" from Slipknot Edit The Shake Remix)   | Martin Gore                                         | Hooverphonic (Remix por Shawn Crahan de Slipknot)                                            | 5:03     |  |
| 16. | «Our House» (Our Night Senior Party Radio Edit)                          | Carl Smyth, Chris Foreman                           | Madness, (Remix por Mark Kamins)                                                             | 5:11     |  |
| 17. | «Ordinary Girl» (Sound Evolution Original Mix)                           | Anna Waronker, Charlotte Caffey                     | Phil Nicolo                                                                                  | 2:35     |  |

### Edición Especial: Non Stop Mega-Mix por DJ Laxxell
| N.º | Título                                                                   | Productor(es)                                               | Duración |  |
| 1.  | «Trouble» (DJ Rave Marvo Remix)                                          | Adam Marano                                                 | 4:14     |  |
| 2.  | «I Melt With You» (Carl's Stop The Radio Mix)                            | Carl Segal, DJ John Culture, Eric Kupper                    | 4:21     |  |
| 3.  | «Relax» (Jody Den Broeder Club Remix)                                    | Jody den Broeder                                            | 6:40     |  |
| 4.  | «Don't Stand So Close To Me» (Don't Extended Close To Me -Short Version) | Dance Floor Virus                                           | 4:08     |  |
| 5.  | «Walking in L.A.» (Technova's Electro Mix)                               | David Harrow de Technova                                    | 3:44     |  |
| 6.  | «Stupid Girl» (Danny Saber Remix)                                        | Danny Saber                                                 | 4:01     |  |
| 7.  | «Weird Science» (Deadmau5 Remix)                                         | Deadmau5                                                    | 4:25     |  |
| 8.  | «Tubthumping» (Michael Mind Project Remix)                               | Francois Sanders y Jens Kindervater de Michael Mind Project | 6:13     |  |
| 9.  | «Naked Eye» (Luscious Jackson vs. Clueless / Sharing Clueless Vocal Mix) | Luscious Jackson, Slick D.                                  | 5:02     |  |
| 10. | «Tubthumping» (Dancemania Happy Paradise / KCP Remix Version)            | KCP                                                         | 2:06     |  |
| 11. | «Wouldn't It Be Nice» (Janet-Destroy Free Remix)                         | Janet Roseberg de Hardcore Nation                           | 3:44     |  |
| 12. | «When the Lights Go Out» (The Drummers Mix)                              | BuZZ-Boi, The Drummers                                      | 6:26     |  |
| 13. | «Tearin' Up My Heart» (Phat Swede Dub/Vocal Mix)                         | Stonebridge                                                 | 6:31     |  |
| 14. | «Under Pressure» (Stanhope Warriors Remix)                               | Dejaru                                                      | 2:33     |  |
| 15. | «Shake The Disease» (Shawn "Clown" from Slipknot Edit The Shake Remix)   | Shawn Crahan de Slipknot                                    | 4:02     |  |
| 16. | «Our House» (Our Night Senior Party Radio Edit)                          | Mark Kamins                                                 | 5:11     |  |
| 17. | «Ordinary Girl» (Sound Evolution Original Mix)                           | Phil Nicolo                                                 | 2:35     |  |

- Datos: Q16627586